# Lichtenštejnská střelecká asociace
Lichtenštejnská střelecká asociace (německy Verband Liechtensteiner Schützenvereine, zkratka VLSV) je národní asociací sportovní střelby ISSF v Lichtenštejnsku, která byla založena 5. července 1972 ve vaduzském Hotelu Falknis. První účast střelců v barvách Lichtenštejnska na letních olympijských hrách v Los Angeles proběhla v roce 1984, kde nejlepším umístěním bylo 55. místo. Svaz se pravidelně účastní Her malých států. Do roku 2009 se asociace soustředila jen na puškovou sportovní střelbu, od tohoto roku podporuje i tu pistolovou.